# Ouasim Bouy
Ouasim Bouy (* 11. Juni 1993 in Amsterdam) ist ein niederländischer Fußballspieler marokkanischer Abstammung. Er spielt bevorzugt im zentralen Mittelfeld und steht aktuell bei Leeds United unter Vertrag. Zurzeit ist Bouy an PEC Zwolle verliehen.

## Karriere

### Im Verein
Bouy begann 1999 das Fußballspielen in der Jugend der AVV Zeeburgia, bei der er bis 2008 alle Jugendmannschaften durchlief. In jenem Jahr wurde er durch Scouts von Ajax Amsterdam entdeckt und in die weltbekannte Jugendakademie aufgenommen.
Ende Januar 2012 wechselte Bouy in die Serie A zum italienischen Rekordmeister Juventus Turin. Er unterschrieb einen Vertrag bis zum 30. Juni 2015. In der Rückrunde der Saison 2011/12 blieb Bouy bei den Profis ohne Einsatz, kam aber regelmäßig in der Primavera (U-20) zum Einsatz.
Zur Saison 2012/13 wurde Bouy in die Serie B an Brescia Calcio ausgeliehen. Dort entwickelte er sich zum Stammspieler und erzielte in 17 Ligaeinsätzen einen Treffer. Im Februar 2013 zog sich Bouy einen Kreuzbandriss im rechten Knie zu, wodurch er bis zum Saisonende ausfiel.
Zur Saison 2013/14 kehrte Bouy zu Juve zurück. Er feierte zu Saisonbeginn den Sieg im Italienischen Supercup gegen Lazio Rom, bei dem er jedoch nicht im Kader stand. Sein erstes Pflichtspiel für die Alte Dame absolvierte er beim 3:0-Erfolg über die AS Avellino 1912 im Achtelfinale der Coppa Italia 2013/14.
Am 18. Januar 2014 wurde Bouy bis zum Ende der Saison 2013/14 in die Bundesliga an den Hamburger SV ausgeliehen. Beim HSV konnte Bouy nicht überzeugen und wurde nicht weiter verpflichtet.
Im Juli 2014 wurde Bouy an Panathinaikos Athen ausgeliehen, im August 2015 an den PEC Zwolle. Nachdem Bouy im Herbst 2016 an den US Palermo ausgeliehen war, kehrte er im Januar 2017 leihweise für ein halbes Jahr zum PEC Zwolle zurück.
Seit August 2017 steht Bouy beim englischen Klub Leeds United unter Vertrag. Er unterschrieb beim Zweitligisten einen Vier-Jahres-Vertrag und wurde für die Saison 2017/18 an den spanischen Zweitligisten Cultural Leonesa verliehen.

### In der Nationalmannschaft
Bouy lief seit 2009 für verschiedene niederländische Jugend-Auswahlmannschaften auf, so bis 2010 in der U-17-Auswahl, für die er zehn Spiele bestritt und ein Tor erzielte. Außerdem stand er in der U-19-Auswahl auf dem Platz, wo er in 18 Einsätzen auf drei Treffer kam.

## Titel und Erfolge
Juventus Turin
- Italienischer Supercupsieger: 2013